# Réseau Eurydice
Pour les articles homonymes, voir Eurydice (homonymie).
 (février 2014).
Si vous disposez d'ouvrages ou d'articles de référence ou si vous connaissez des sites web de qualité traitant du thème abordé ici, merci de compléter l'article en donnant les références utiles à sa vérifiabilité et en les liant à la section « Notes et références ».
Le réseau Eurydice est un réseau d'information sur l'éducation en Europe, partie du programme communautaire Socrates.

## La naissance du réseau
Officiellement lancé en 1980, le réseau Eurydice a été créé grâce à de longues réflexions datant du début des années 1970.
La Conférence des Ministres et de l’Éducation des États membres en novembre 1971 est la première réunion où est clairement affirmée la nécessité d’une coopération dans ce domaine. Aussi, dès 1972, le professeur Henri Janne prépare un rapport dessinant les premiers contours d’un programme d’action dans le domaine et en 1974 est présentée au Conseil une communication de la Commission européenne intitulée « L’éducation dans la Communauté Européenne ». 
En réaction à cette communication, le Conseil européen adopte en juin 1974 une résolution posant notamment comme principe la nécessité d’une coopération en éducation et reconnaissant les spécificités de ce domaine d’action qui ne peut être traité comme un simple élément de la vie économique.
 
Plus avant, cette résolution stipule que les domaines d’action prioritaires seront, entre autres, l’amélioration de la correspondance entre les systèmes éducatifs en Europe et le rassemblement de la documentation et des statistiques actuelles dans le domaine. Nous voyons donc déjà ici les prémisses de ce qui fondera par la suite le réseau Eurydice.
C’est par cette même résolution qu’est par ailleurs créé le Comité de l’Éducation, comité ad hoc composé de membres de la Commission et de représentants des États membres.
Toutefois, s’il est affirmé clairement que la coopération est nécessaire, les États membres restent totalement libres quant à la manière d’atteindre les objectifs formulés en commun, restent entièrement souverains dans leur choix quant à la structure et l’organisation de leur système éducatif national. Le principe de subsidiarité reste le maître mot en la matière.

C’est ainsi que le Comité de l’éducation en février 1976 fait adopter au Conseil des ministres et de l’éducation le premier programme d’action réaffirmant que ce n’est pas une harmonisation et encore moins une unification des systèmes éducatifs européens qui est recherchée mais plus modestement une meilleure compréhension entre États des politiques et structures éducatives.

C’est donc tout naturellement que le Conseil réitère l’importance, à l’occasion de cette résolution, de l’échange d’informations entre États et affirme même « qu’il est nécessaire d’intensifier et de mieux diriger la circulation de l’information entre les responsables ainsi que les usagers de l’éducation à tous les niveaux » et que, « à cette fin, un réseau d’échange d’informations sera constitué ». 
Il faudra toutefois attendre 1980 pour que soit officialisée la création du réseau Eurydice. En effet, environ 4 ans seront nécessaires pour que soit mis en place le réseau et que soient définis et détaillés ses objectifs et son mode de fonctionnement. C’est au Comité de l’Éducation que va revenir cette tâche. En 1977, il se réunit à plusieurs occasions pour définir précisément les services qu’offrira le réseau. La Commission s’engage parallèlement à créer une unité centrale européenne dont la finalité est la coordination et l’animation du réseau. Cette unité centrale sera créée en 1979 à Bruxelles.
 
C’est également en 1977 que les États membres sont appelés à créer leur unité nationale et à nommer leur chef respectif. La plupart d’entre elles sont placées au sein des ministères responsables des politiques éducatives, souvent au sein du service chargé de la documentation et de l’information. 
Les années 1978 et 1979 voient plusieurs réunions entre chefs d’unités visant à structurer le réseau, renforcer les liens entre eux et avec l’unité centrale européenne tandis que la Commission organise des séminaires d’information à l’intention des États membres.

Enfin, après une année de rodage, Eurydice est officiellement lancé en septembre 1980.

## Les missions principales
Les missions du réseau d'information sur l'éducation en Europe sont diversifiées mais vont toutes dans une même direction, à savoir permettre une meilleure compréhension des systèmes éducatifs des États membres de l'Union européenne et de ses voisins les plus proches. 
Deux grandes missions peuvent être identifiées:
- Éclairer la décision politique et le débat public.
- Observer les systèmes éducatifs des 31 états membres du réseau

## Un approfondissement de ses missions
La mise en route du réseau s’est déroulée en plusieurs étapes que nous allons détailler ici.
Au départ, Eurydice proposait plusieurs types de services : 
- un jeu de questions / réponses entre les États membres et les institutions communautaires ;
- la mise à disposition de documents nationaux et communautaires, sans cesse enrichis, dans le domaine de l’éducation et de la coopération en ce domaine ;
- un service de revue de presse multilingue ;
- une base de données documentaire gérée par l’unité européenne et accessible par toutes les unités, composée notamment des réponses aux questions posées aux unités nationales ;
- des notes de dossiers et d’information préparées pour des réunions communautaires ;
- enfin, la Commission a demandé l’appui du réseau pour la réalisation du Thésaurus, appelée alors Eudised, développé en collaboration avec le Conseil de l’Europe qui en est l’instigateur.

Mais peu à peu, apparaît le besoin de disposer d’une base permanente de données fiables sur les systèmes éducatifs et leurs structures. Le principe des questions / réponses notamment met en avant ce besoin. De nouvelles questions voient ainsi progressivement le jour quant au rôle à jouer par le réseau. 
Si les informations dont il dispose sont quantitativement importantes, elles ne sont pas forcément bien ordonnées, ni lisibles ou accessibles par l’ensemble des acteurs qui sont susceptibles d’en avoir besoin. L’objectif est bel et bien de contribuer à une compréhension plus fine des systèmes éducatifs, de souligner des tendances, des politiques, des actions, in situ.
C’est pourquoi, dès la fin des années 1980, dans une Europe en pleine évolution avec l’adoption de l’Acte Unique Européen le 1er juillet 1987 et la perspective du passage à un marché intérieur unique en 1993, une prise de conscience se fait quant au rôle à jouer par la politique d’éducation en général, et Eurydice en particulier.
Les notions d’évaluation, de prospective commencent à émerger, le besoin d’indicateurs pour mieux comprendre la réalité et mieux appréhender l’avenir se fait sentir. Aussi, des études plus analytiques commencent à voir le jour au sein de l’unité européenne et dans certaines unités nationales. Cette tendance est confirmée et appuyée par une résolution du Conseil des Ministres du 6 décembre 1990 qui ajoute aux missions d’Eurydice celle de produire des analyses comparatives afin d’offrir une meilleure compréhension des données. 
La résolution précise stipule ainsi clairement : « Le développement du réseau Eurydice devrait contribuer à : (…) faciliter l’élaboration des analyses comparatives, des rapports et des synthèses sur des thèmes prioritaires communs, définis notamment au sein du Comité de l’Éducation et dans les réunions régulières des hauts fonctionnaires. » .
Le réseau est à l’époque en train de se métamorphoser. Sous l’impulsion de cette résolution, de nouveaux travaux voient le jour. Le premier d’entre eux est EuryBase, base de données alimentée par les dossiers nationaux, régulièrement mise à jour, et dont la rigueur structurelle facilite la comparaison d’un pays à l’autre.
Plus loin encore, en 1993, la première édition des Chiffres Clés de l’Éducation en Europe est lancée et paraîtra en 1995. Parallèlement, la Commission européenne renforce son soutien financier au réseau comme signe fort d’encouragement. 
Les années 1990 marquent ainsi un tournant décisif dans l’histoire du réseau et son entrée en 1995 dans le programme Socrates va en constituer à la fois un aboutissement et un nouveau départ.
C’est donc en 1995 que Eurydice est intégré dans le programme Socrates en tant qu’action transversale. Cette intégration dans le programme a pour conséquence de préciser les objectifs du réseau ; sa vocation spécifique est, d’après le guide du candidat Socrates 1998, la production et la diffusion d’informations sur l’organisation des systèmes éducatifs, les politiques nationales d’éducation, les réformes, les résultats des recherches et les innovations dans les pays participant au programme Socrates.

Désormais, il ne s’agit plus simplement de collecter et diffuser des informations, mais bien de produire et échanger des données comparables et fiables répondant à un programme annuel de travail. Les premières études comparatives apparaissent et se multiplient au fil des années. Entre 1995 et 1999, 19 études comparatives et documents sur des thèmes spécifiques mais diversifiés voient le jour, ainsi que 3 éditions de Chiffres Clés tandis que EuryBase est  réactualisé chaque année.
La deuxième phase du programme Socrates est mise en œuvre depuis le 1er janvier 2000. Les missions confiées à Eurydice sont restées les mêmes, c’est-à-dire le recueil et l’échange d’informations sur les systèmes et les politiques d’éducation dans les États membres du réseau, la réalisation d’études comparatives et l’élaboration d’indicateurs qualitatifs et statistiques.
La seule modification est la possibilité pour le réseau de pouvoir désormais faire appel à des experts extérieurs afin de compléter et approfondir ses analyses.
Aujourd'hui, l’action Eurydice fait partie de l’action 6, « Observation et innovation », du vaste Programme Socrates pour la période 2000-2006. L’action 6.1 s’attache notamment à décrire les missions et responsabilités assignées au réseau et à son unité européenne ainsi qu’à l’action Arion et à Naric. C’est sur cette base juridique que Eurydice peut donc exister. 

## Les membres du Réseau
La fin des années 1990 a donc été une période de grand changement pour le réseau. En effet, en 1997, le programme Socrates s’ouvre aux pays en pré-adhésion à l’Union européenne, à savoir les PECO (y compris la Bulgarie et la Roumanie) ainsi que Malte et Chypre.
Jusqu’alors, l’élargissement de l’Union Européenne avait entraîné un élargissement automatique et en direct du réseau Eurydice : la Grèce en 1981, le Portugal et l’Espagne en 1986, puis la Finlande, l’Autriche et la Suède en 1994 auxquels se sont rajoutés l’Islande et la Norvège cette même année et le Liechtenstein en 1995 dans le cadre de l’accord sur l’Espace Économique Européen. 
Mais, dès 1996, de nouveaux pays se joignent au réseau Eurydice et apprennent à coopérer à une échelle internationale dans le domaine de l’éducation. 
La Hongrie, la République Tchèque, la Roumanie, la Bulgarie, la Pologne et la Slovaquie intègrent le réseau dès cette année-là, la Lettonie, l’Estonie, la Lituanie et la Slovénie se joignant à eux l’année suivante. Malte intègrera le programme au début des années 2000, suivi par Chypre, puis la Turquie  depuis le début de l’année 2004.
Cet élargissement à l'est et au sud de l'Europe s'est fait dès 1996 afin de préparer l'accession de ces pays au programme Socrates et de leur montrer comment s'organise une coopération étroite entre des États au niveau des politiques publiques.
 
Cette intégration s'est faite avec grand succès pour l'ensemble du réseau. Malgré la sensible augmentation sur le plan quantitatif d'informations à traiter, analyser et diffuser, les technologies modernes de communication ont grandement facilité, voire amélioré, le fonctionnement interne du réseau et ont permis également une valorisation et une plus large diffusion des résultats. Le site Internet d'Eurydice, qui existe depuis 1997, y a largement contribué.
Aujourd'hui, le réseau Eurydice constitue donc un gigantesque réservoir de précieuses informations pour les décideurs politiques en matière d’éducation, tant au niveau national que communautaire. 
Eurydice est avant toute chose un réseau d'unités nationales chapeauté par l'unité européenne localisée à Bruxelles. 
Le réseau couvre 31 pays européens, participant tous au programme Socrates. Néanmoins, certains d’entre eux ne sont pas représentés pas une unité nationale mais deux, voire trois afin de rendre compte de la diversité du pays : c’est le cas du Royaume-Uni qui compte deux unités (le Pays de Galles, l’Irlande du Nord et l’Angleterre d’un côté, l’Écosse de l’autre) et de la Belgique qui en comportent 3 (francophone, germanophone et flamande).

## Les publications
Eurydice élabore différents types de documents, afin de répondre à tous les besoins de ses utilisateurs. Que ce soient des monographies, mises à jour régulièrement, sur l’organisation et la structure des systèmes éducatifs dans chaque pays, des études comparatives sur des thèmes précis et d’intérêt communautaire ou encore des indicateurs sur les différents niveaux d’enseignement, Eurydice cherche en premier lieu à être le plus complet possible et à répondre aux besoins diversifiés des acteurs du monde éducatif.
Différentes publications existent, selon la nature des travaux. Mentionnons-les ici rapidement :
- Les chiffres clés de l’éducation en Europe : publiée par la Commission européenne et réalisée en coopération avec Eurostat, cette publication réactualisée tous les deux ans propose une série d’indicateurs généraux relatifs à l’organisation et au fonctionnement des systèmes éducatifs européens, par niveaux d’enseignement. Dernière parution sous cette collection : « Chiffres Clés des technologies de l’information et de la communication à l’école en Europe » (2004).
- Questions clés de l’éducation en Europe : il s’agit ici d’études comparatives sur un sujet clé de l’éducation, alliant analyse descriptive et indicateurs. Publiée également par la Commission, des experts nationaux du sujet, externes au réseau, participent à leur rédaction afin d’approfondir le sujet et d’en donner un nouvel éclairage. Exemples de thématiques traités : « La profession enseignante en Europe : profils, métier et enjeux » (3 volumes) en 2002 et 2003 ou bien « L’aide financière aux étudiants de l’enseignement supérieur en Europe « Tendances et débats » en 1999.
- Les études Eurydice : Les études Eurydice proposent une synthèse d’analyse portant sur des thèmes précis afin de mettre en lumière les grandes tendances en Europe. Ces études sont généralement accompagnées d’une présentation soit en annexe, soit en ligne, de la situation de chaque pays. « L’enseignement des langues étrangères en milieu scolaire en Europe » (2001) ou dernièrement, en 2004 « L’évaluation des établissements d’enseignement obligatoire en Europe » et « Focus sur les structures de l’enseignement supérieur en Europe ; évolutions nationales dans le cadre du Processus de Bologne » ont été éditées sous cette collection et illustrent bien l’actualité des thèmes abordés par le réseau.
- Les enquêtes Eurydice : Contrairement aux autres publications, les enquêtes Eurydice sont menées sur quelques mois et sont conçues pour alimenter le débat politique sur des questions d’actualité. L’enquête récemment parue sur « L’intégration scolaire des enfants immigrants en Europe » a été par exemple reprise fréquemment dans les médias et a permis d’apporter des premiers éléments de réponse aux responsables politiques et à l’opinion publique.
- Repères et références : Cette collection propose des outils de base qui décrivent ou définissent les concepts utilisés en matière d’éducation. Citons en exemple le « Glossaire Européen de l’Éducation : Examens, diplômes et titres » (volume 1, 2e édition), paru en 2004, qui nous permet de mieux comprendre la terminologie propre aux examens, titres et diplômes dans les pays du réseau.
- L’essentiel de … : ce sont de courtes synthèses de deux types de publications présentées ci-dessus : Questions Clés de l’éducation en Europe et Études d’Eurydice. C’est ainsi qu’en 2001 est paru « L’essentiel de… L’enseignement des langues en milieu scolaire en Europe ».
- Eurydice focus : cette collection propose un éclairage synthétique d’un aspect particulier des systèmes éducatifs. En 2000, un zoom était ainsi fait sur « La place des langues étrangères dans les systèmes éducatifs européens ».